# Oberbergkirchen
Oberbergkirchen là một đô thị thuộc huyện Mühldorf bang Bayern nước Đức
- Information about Oberbergkirchen